# 鈴木重倫
鈴木 重倫（すずき しげのり/-しげつね）は、平安時代末期の武将。通称は鈴木庄司。源義朝に近仕し、保元の乱、平治の乱では一族と京に上って源氏方として戦った。平治の乱中に敗走し、まだ幼かった息子の鈴木重家らを弟の鈴木重善に託し戦死したと云われる。

## 系譜
- 父：鈴木重邦
- 母：藤原宗永の娘
- 妻：越智親清の娘
  - 男子：鈴木重家
- 生母不詳の子女
  - 男子：亀井重清

『続風土記』の「藤白浦旧家、地士鈴木三郎」によると、亀井重清は佐々木秀義の六子で、後に源義経の命で鈴木重家と義兄弟の契りを交わしたと云う。